# Цурковський Антін
Антін Цурковський (24 лютого 1882, Золочів — 1 серпня 1955, Філадельфія) — український громадський діяч, письменник, перекладач, публіцист, редактор, журналіст у США.

## Життєпис
Цурковський Антін народжений 24 лютого 1882 року в місті Золочеві (Галичина), закінчив Бережанську гімназію.
У 1907 році емігрував до США, був редактором газети «Свобода» (1907—1910), потім співредактором і знову редактором (1911—1912). У 1914—1926 роках був редактором газети «Америка». Займався будівництвом приміщення для СУК «Провидіння», виданням календаря.
Помер 1 серпня 1955 року у Філадельфії (США). Член НТШ.

## Творчість
Автор публіцистичних і наукових розвідок, перекладів.
Окремі видання:
- Цурковський А. Про початки письма й азбуки. — Філадельфія: Америка, 1953.